# 埃德加·巴泽尔
埃德加·巴泽尔（德語：Edgar Basel，1930年11月1日—1977年9月7日），德国男子拳击运动员。他曾代表德国、德国联队参加1952年和1956年夏季奥林匹克运动会拳击比赛，其中1952年奥运会获得一枚银牌。